# Abu Dhabis Grand Prix 2023
Abu Dhabis Grand Prix 2023 (officielt navn: Formula 1 Etihad Airways Abu Dhabi Grand Prix 2023) var et Formel 1-løb, som blev kørt den 26. november 2023 på Yas Marina Circuit i Abu Dhabi, Forendede Arabiske Emirater. Det var det toogtyvende og sidste løb i Formel 1-sæsonen 2023.

## Kvalifikation
| Pos.               | Nr. | Kører             | Konstruktør                  | Del 1     | Del 2    | Del 3    | Grid |
| ------------------ | --- | ----------------- | ---------------------------- | --------- | -------- | -------- | ---- |
| 1                  | 1   | Max Verstappen    | Red Bull Racing-Honda RBPT   | 1.24,160  | 1.23,740 | 1.23,445 | 1    |
| 2                  | 16  | Charles Leclerc   | Ferrari                      | 1.24,459  | 1.23,969 | 1.23,584 | 2    |
| 3                  | 81  | Oscar Piastri     | McLaren-Mercedes             | 1.24,487  | 1.24,278 | 1.23,782 | 3    |
| 4                  | 63  | George Russell    | Mercedes                     | 1.24,337  | 1.24,013 | 1.23,788 | 4    |
| 5                  | 4   | Lando Norris      | McLaren-Mercedes             | 1.24,368  | 1.23,920 | 1.23,816 | 5    |
| 6                  | 22  | Yuki Tsunoda      | AlphaTauri-Honda RBPT        | 1.24,286  | 1.24,207 | 1.23,969 | 6    |
| 7                  | 14  | Fernando Alonso   | Aston Martin Aramco-Mercedes | 1.24,501  | 1.24,131 | 1.24,084 | 7    |
| 8                  | 27  | Nico Hülkenberg   | Haas-Ferrari                 | 1.24,425  | 1.24,213 | 1.24,108 | 8    |
| 9                  | 11  | Sergio Pérez      | Red Bull Racing-Honda RBPT   | 1.24,209  | 1.24,116 | 1.24,171 | 9    |
| 10                 | 10  | Pierre Gasly      | Alpine-Renault               | 1.24,600  | 1.24,078 | 1.24,548 | 10   |
| 11                 | 44  | Lewis Hamilton    | Mercedes                     | 1.24,437  | 1.24,359 | N/A      | 11   |
| 12                 | 31  | Esteban Ocon      | Alpine-Renault               | 1.24,565  | 1.24,391 | N/A      | 12   |
| 13                 | 18  | Lance Stroll      | Aston Martin Aramco-Mercedes | 1.24,405  | 1.24,422 | N/A      | 13   |
| 14                 | 23  | Alexander Albon   | Williams-Mercedes            | 1.24,298  | 1.24,439 | N/A      | 14   |
| 15                 | 3   | Daniel Ricciardo  | AlphaTauri-Honda RBPT        | 1.24,461  | 1.24,442 | N/A      | 15   |
| 16                 | 55  | Carlos Sainz, Jr. | Ferrari                      | 1.24,738  | N/A      | N/A      | 16   |
| 17                 | 20  | Kevin Magnussen   | Haas-Ferrari                 | 1.24,764  | N/A      | N/A      | 17   |
| 18                 | 77  | Valtteri Bottas   | Alfa Romeo-Ferrari           | 1.24,788  | N/A      | N/A      | 18   |
| 19                 | 24  | Zhou Guanyu       | Alfa Romeo-Ferrari           | 1.25,159  | N/A      | N/A      | 19   |
| 107%-tid: 1.30,051 |     |                   |                              |           |          |          |      |
| –                  | 2   | Logan Sargeant    | Williams-Mercedes            | Ingen tid | N/A      | N/A      | 201  |
| Kilde:             |     |                   |                              |           |          |          |      |

Noter:
↑1 - Logan Sargeant lykkedes ikke at sætte en tid, men fik lov til at ræse af stewardsene.

## Resultat
| Pos.                                                               | Nr. | Kører             | Konstruktør                  | Omgange | Tid/Udgået       | Startpos. | Point |
| ------------------------------------------------------------------ | --- | ----------------- | ---------------------------- | ------- | ---------------- | --------- | ----- |
| 1                                                                  | 1   | Max Verstappen    | Red Bull Racing-Honda RBPT   | 58      | 1:27.02,624      | 1         | 261   |
| 2                                                                  | 16  | Charles Leclerc   | Ferrari                      | 58      | +17,993          | 2         | 18    |
| 3                                                                  | 63  | George Russell    | Mercedes                     | 58      | +20,328          | 4         | 15    |
| 4                                                                  | 11  | Sergio Pérez      | Red Bull Racing-Honda RBPT   | 58      | +21,4532         | 9         | 12    |
| 5                                                                  | 4   | Lando Norris      | McLaren-Mercedes             | 58      | +24,284          | 5         | 10    |
| 6                                                                  | 81  | Oscar Piastri     | McLaren-Mercedes             | 58      | +31,487          | 3         | 8     |
| 7                                                                  | 14  | Fernando Alonso   | Aston Martin Aramco-Mercedes | 58      | +39,512          | 7         | 6     |
| 8                                                                  | 22  | Yuki Tsunoda      | AlphaTauri-RBPT              | 58      | +43,088          | 6         | 4     |
| 9                                                                  | 44  | Lewis Hamilton    | Mercedes                     | 58      | +44,424          | 11        | 2     |
| 10                                                                 | 18  | Lance Stroll      | Aston Martin Aramco-Mercedes | 58      | +55,632          | 13        | 1     |
| 11                                                                 | 3   | Daniel Ricciardo  | AlphaTauri-Honda RBPT        | 58      | +56,229          | 15        |       |
| 12                                                                 | 31  | Esteban Ocon      | Alpine-Renault               | 58      | +1.06,373        | 12        |       |
| 13                                                                 | 10  | Pierre Gasly      | Alpine-Renault               | 58      | +1.10,370        | 10        |       |
| 14                                                                 | 23  | Alexander Albon   | Williams-Mercedes            | 58      | +1.13,184        | 14        |       |
| 15                                                                 | 27  | Nico Hülkenberg   | Haas-Ferrari                 | 58      | +1.23,696        | 8         |       |
| 16                                                                 | 2   | Logan Sargeant    | Williams-Mercedes            | 50      | +1.27,791        | 20        |       |
| 17                                                                 | 24  | Zhou Guanyu       | Alfa Romeo-Ferrari           | 58      | +1.29,422        | 19        |       |
| 183                                                                | 55  | Carlos Sainz, Jr. | Ferrari                      | 57      | Kørte ikke i mål | 16        |       |
| 19                                                                 | 77  | Valtteri Bottas   | Alfa Romeo-Ferrari           | 57      | +1 omgang        | 18        |       |
| 20                                                                 | 20  | Kevin Magnussen   | Haas-Ferrari                 | 57      | +1 omgang        | 17        |       |
| Hurtigste omgang: Max Verstappen (Red Bull) - 1.26,993 (omgang 45) |     |                   |                              |         |                  |           |       |
| Kilde:                                                             |     |                   |                              |         |                  |           |       |

Noter:
↑1 - Inkluderer point for hurtigste omgang.
↑2 - Sergio Pérez blev givet en 5-sekunders straf, for at være skyld i et sammenstød med Lando Norris.  Hans slutposition gik som resultat fra 3. til 4. pladsen.
↑3 - Carlos Sainz Jr. udgik af ræset, men blev klassificeret som færdiggjort, i det at han havde kørt mere end 90% af ræsdistancen.

## Stilling i mesterskaberne efter løbet
| Pos. | Kører           | Point |
| ---- | --------------- | ----- |
| 1    | Max Verstappen  | 575   |
| 2    | Sergio Pérez    | 285   |
| 3    | Lewis Hamilton  | 234   |
| 4    | Fernando Alonso | 206   |
| 5    | Charles Leclerc | 206   |

| Pos. | Konstruktør           | Point |
| ---- | --------------------- | ----- |
| 1    | Red Bull-Honda RBPT   | 860   |
| 2    | Mercedes              | 409   |
| 3    | Ferrari               | 406   |
| 4    | McLaren-Mercedes      | 302   |
| 5    | Aston Martin-Mercedes | 280   |